# Maria Teresa av Portugal

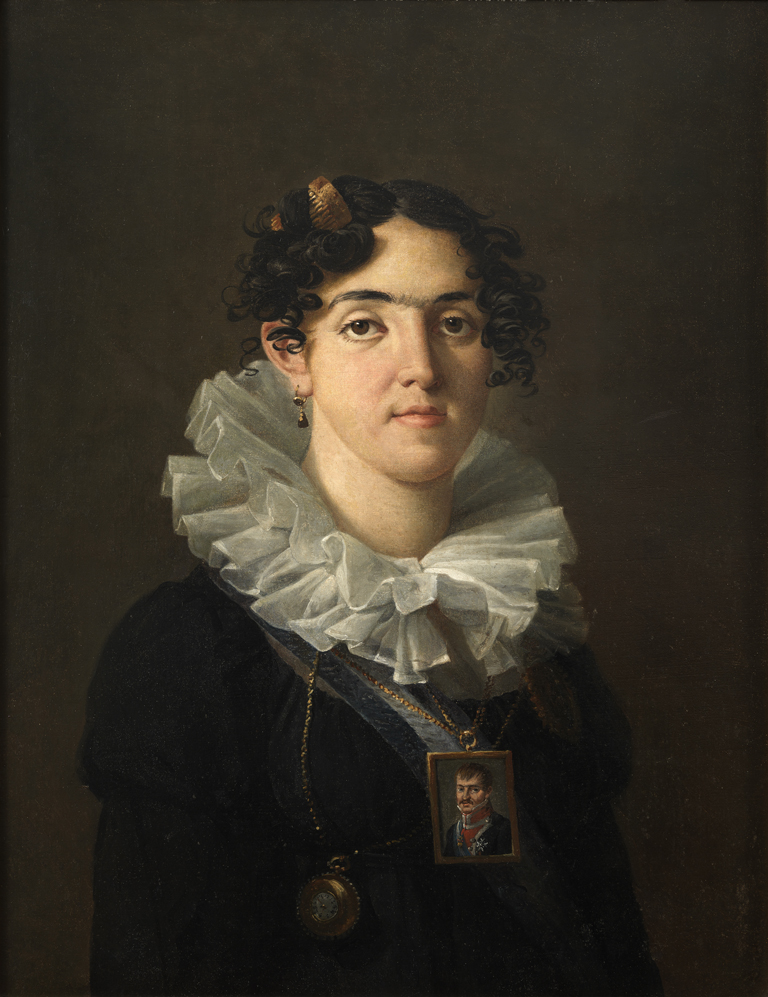
Maria Teresa de Braganca av Portugal

Maria Teresa av Portugal, född 1793, död 1874, var en portugisisk prinsessa, gift från 1838 med Don Carlos, hertig av Molina. Hon var politiskt aktiv för de s.k. Carlisternas parti i Spanien. Hon var dotter till Johan VI av Portugal och Charlotta Joakima av Spanien.
Maria Teresa var äldsta barnet av nio till Portugals tronföljare och dåvarande ställföreträdande regent, den blivande kung Johan VI av Portugal, och Charlotta Joakima av Spanien. Hon bosatte sig 1807 tillsammans med den övriga portugisiska kungafamiljen i Brasilien efter att Napoleon invaderat Portugal. Hon gifte sig 13 maj 1810 med sin kusin prins Carlos. Hon fick en son, men blev änka redan 1812. Hon återvände därefter till Europa. 
Under inbördeskriget i Portugal 1826-1834 gav hon sitt stöd till sin bror, Mikael I. Hon bodde i Madrid med sin syster, som var gift med den spanske kungens bror, don Carlos, hertig av Molina. Under det spanska inbördeskriget mellan Carlos och Isabella II stödde hon Carlos. I lagen av år 1837 uteslöts både Carlos och även hon själv, som hade arvsrätt till den spanska tronen genom sin mor, och hennes söner från den spanska tronföljden. Hon gifte sig 1838 med sin före detta svåger, don Carlos, som också var hennes farbror. Familjen levde mestadels i exil.